# Nanna Clason
Nanna Clason, född 5 december 1963, är en svensk glaskonstnär. Hon arbetar främst med blyinfattning.